# Musse Sogn
Musse Sogn 
ist eine Kirchspielsgemeinde (dän.: Sogn)
auf der Insel Lolland im südlichen Dänemark.
Bis 1970 gehörte sie zur Harde Musse Herred im damaligen Maribo Amt, danach zur Nysted Kommune im Storstrøms Amt, die im Zuge der  Kommunalreform zum 1. Januar 2007 in der Guldborgsund Kommune in der Region Sjælland aufgegangen ist.
Im Kirchspiel leben 206 Einwohner (Stand: 1. Januar 2023).

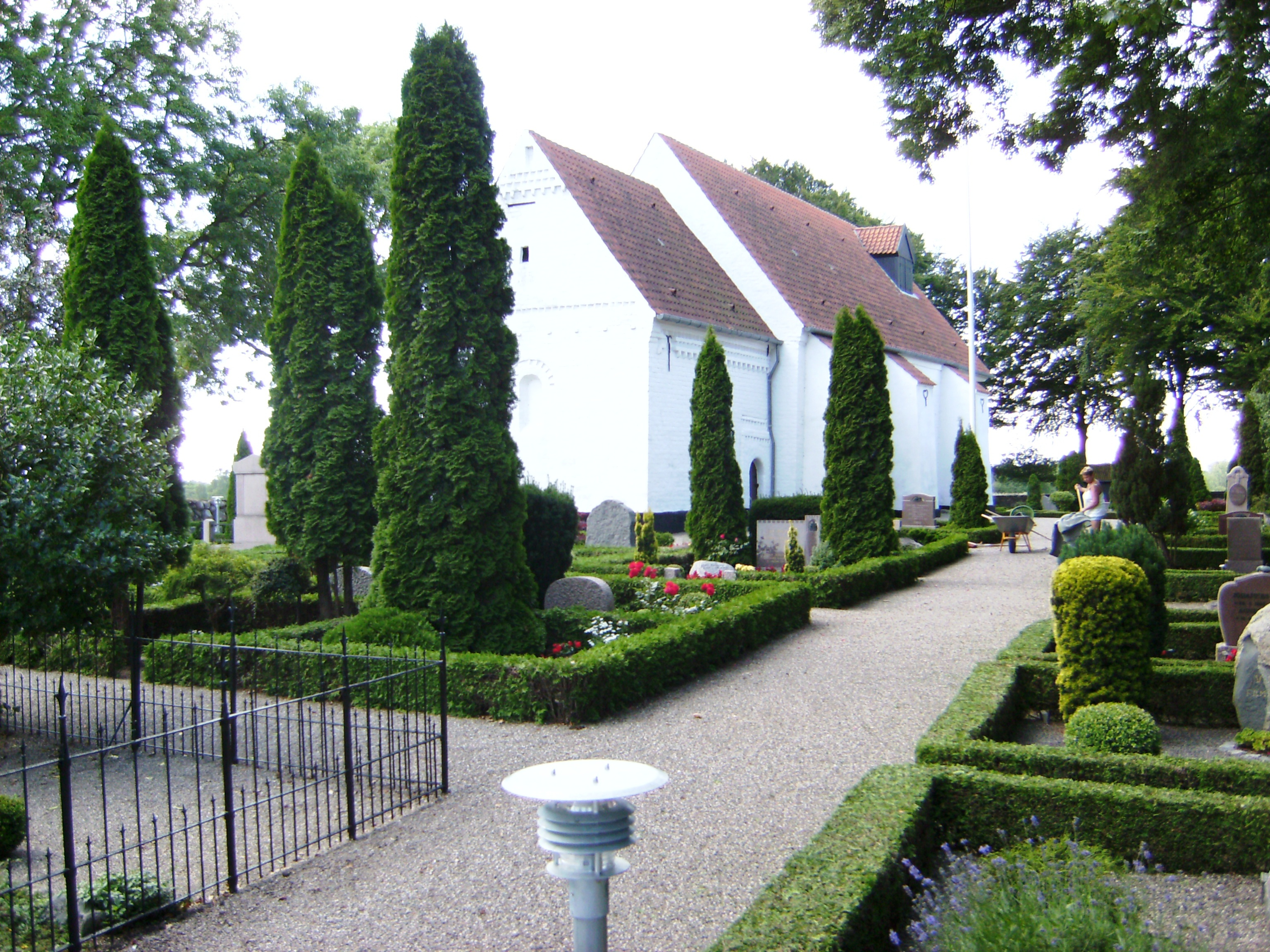
Musse Kirke

Im Kirchspiel liegt die Kirche „Musse Kirke“.
Nachbargemeinden sind im Norden Fjelde Sogn, im Osten Døllefjelde Sogn, im Südosten Bregninge Sogn, im Süden Herritslev Sogn, im Westen Godsted Sogn und im Nordwesten Slemminge Sogn.

## Persönlichkeiten
- Anders Peter Olsen (1862–1938), Inspektor von Grönland